# Witte Molen (Elzele)
De Witte Molen (Blanc Moulin) is een windmolenrestant in de Henegouwse plaats Elzele, gelegen aan de Rigaudrye.
Deze ronde stenen molen van het type beltmolen fungeerde als korenmolen.

## Geschiedenis
De molen werd tussen 1800 en 1805 gebouwd. In 1923 werd het windbedrijf vervangen door een mechanische maalderij die zich bij de boerderij bevond. In 1934 sloeg de bliksem in waarbij een deel van het wiekenkruis verbrandde. Enkel een gietijzeren roede bleef gespaard. Uiteindelijk werd ook de rest van het wiekenkruis en de kap verwijderd en bleef een lege romp over.